# Karaorman, Mustafakemalpaşa
Karaorman là một xã thuộc huyện Mustafakemalpaşa, tỉnh Bursa, Thổ Nhĩ Kỳ. Dân số thời điểm năm 2011 là 431 người.